# Sliač

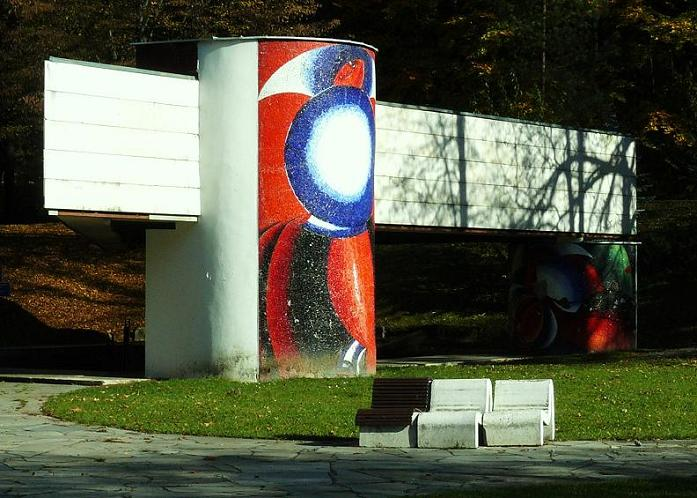
Sliač – modernistyczny pawilon nad źródłami leczniczymi

Sliač – miasto i uzdrowisko w środkowej Słowacji w kraju bańskobystrzyckim w powiecie Zwoleń w dolinie rzeki Hron, na południowy wschód od Bańskiej Bystrzycy, liczące około 5,1 tys. mieszkańców (2011).

## Części miasta
Miasto składa się z następujących dzielnic:
- Rybáre
- Hájniky
- Kúpele Sliač (niem. Bad Sliač, rzadko Bad Sliatsch; węg. Szliácsfürdő)
- Sampor

## Historia
W oparciu o badania archeologiczne można stwierdzić, że tereny dzisiejszego miasta były zamieszkiwane już ok. 2 tys. lat p.n.e. Pierwsze pisemne wzmianki o Sliaču pochodzą z roku 1243 lub 1244. Wtedy to król Węgier Bela IV podniósł niedaleki Zwoleń do rangi wolnego miasta królewskiego, i w tym dokumencie, przy okazji opisu granic miejskich, wspomniano o źródłach leczniczych w okolicy. Najstarszymi były osady Hájniky i Rybáre, w których osiedlono strażników leśnych („gajowych”) i rybaków w służbach zwoleńskiego zamku.
Od XVII w. miasto rozwijało się już głównie dzięki źródłom mineralnym, do których zjeżdżało coraz więcej gości. Szczególnie dotyczyło to XIX w., a po dłuższej przerwie również okresu 1928–1939.

## Uzdrowisko Sliač
Miasto jest znane głównie z uwagi na uzdrowisko z ciepłymi źródłami mineralnymi (temperatura do 33°).

## Zabytki
Najcenniejszym obiektem zabytkowym w mieście jest murowany kościół pod wezwaniem św. Mikołaja z końca XIII lub początków XIV w. w dzielnicy Hájniky. Pierwotnie wczesnogotycki, był później kilkakrotnie przebudowywany i odnawiany. Aktualna dekoracja malarska w jego wnętrzu jest dziełem znanego malarza Jozefa Hanuli.
Pozostałości innej gotyckiej świątyni odkryli archeolodzy w 2011 r. w dzielnicy Sampor.
Interesujące są niektóre budynki uzdrowiskowe reprezentujące późny modernizm, zwłaszcza pawilony, którymi obudowano źródła mineralne, tworzące spójny zespół dobrej uzdrowiskowej architektury modernistycznej, skomponowanej z otaczającym ją parkiem leśnym.
W mieście znajdują się pomniki ofiar zarówno I, jak i II wojny światowej, a także pomnik lotników.

## Lotnisko Sliač
W Sliaču znajduje się lotnisko i port lotniczy, obsługujące pobliskie miasta: Bańską Bystrzycę i Zwoleń. Pod historyczną nazwą Tri Duby odegrało niezmiernie ważną rolę w słowackim powstaniu narodowym w 1944 r., kiedy to przez kilka tygodni stanowiło jedyną drogę łączności z zapleczem frontu wschodniego.
Po II wojnie światowej przez długi czas było jedynie lotniskiem wojskowym. Po ponaddwuletniej przebudowie od 16 czerwca 2011 r. pełni także funkcje cywilnego portu lotniczego.